# 福島伸一
福島伸一（ふくしま しんいち、1948年1月13日 - ）は、日本の実業家。

## 経歴
長崎県長崎市に5人兄弟の末っ子として生まれる。京都大学法学部卒業後、1971年に松下電器産業に入社。労政課課長、人事部部長、取締役を歴任。人事部長時代の2000年代初頭には、中村邦夫社長の「中村改革」の実働部隊として、リストラの実施を行い、松下電器の業績回復に貢献した。また、退職金の前払い制度や在宅勤務制度、実力主義制度の導入、子育て支援策、女性社員支援など、働きやすい会社作りを主導した。2003年に取締役、2005年に常務に就任し、翌年大阪市人事委員に任命されている。2008年には代表取締役専務に昇進するとともに、同年に設置された関西代表に就任した。2009年にパナソニック副社長に就任。
2009年6月24日には、村山敦（元松下電器副社長）の跡を継ぎ、関西国際空港代表取締役社長に就任。先代の村山は、初の民間出身社長として経営改革を行なったが、人工島建設時の有利子負債1兆円や需要の減少、近隣の空港（伊丹・神戸）との路線獲得競争といった悪条件も重なり、赤字経営から脱却できずにいた。高齢の村山は退任し、自身の後輩である福島を後継者に指名した。就任当初から、負債の圧縮や伊丹空港との路線すみわけを国や自治体に求めてきた。2010年の日本航空の経営破綻で就航便数が減少したが、緊急策として行なった着陸料の実質的無料化が功を奏し、キャセイパシフィック航空やシンガポール航空、マレーシア航空といったアジア系航空会社や格安航空会社の新規就航の誘致に成功した。その後も、LCC専用ターミナルの整備やPeach Aviationの就航もあり、LCCは関空の経営を支える柱の一つとなった。また、負債の圧縮や伊丹空港との路線棲み分け問題は、政府設立の「新関西国際空港株式会社」が伊丹・関空の一括運営を行うことになり、一定の解決をみた。福島は新設の新関西空港でも会長職を務め、2016年に退任した。同年、大阪国際会議場社長に就任し、G20大阪や大阪万博の誘致に関わった。
2023年公立大学法人大阪理事長。